# Anthus antarcticus
La cachirla grande, cachirla de Georgia del Sur, cachirla subantártica, cachirla geórgica, o  bisbita de Georgia del Sur (Anthus antarcticus) es una especie de ave paseriforme de la familia Motacillidae que habita en las islas Georgias del Sur, en el océano Atlántico sur. 

## Características
Mide alrededor de 16 cm. Su plumaje es muy mimético con su entorno. No posee las marcas blancas dorsales, las cuales están presentes en unas especies del género sudamericanas. Tiene uñas muy desarrolladas.

## Distribución y hábitat
Es endémica de las islas Georgias del Sur situadas entre los paralelos 54° y 55° Sur y los meridianos 35°45' y 38°23' Oeste, en el océano Atlántico sur, a unos 1300 km al sudeste de las islas Malvinas y a 1700 km al este de la isla de los Estados, en el sur de la Argentina. Poseen una extensión de 3850 km², de los cuales pequeñas áreas a altitudes bajas incluyen hábitat adecuado para la especie, la que prefiere vivir en los escasos pastizales de las islas. Es el único paseriforme de esas islas.

## Comportamiento
Tiene la capacidad de andar y correr ágilmente por el suelo, aunque, al ser mimético, puede pasar muchas veces inadvertida. Su vuelo es rápido y ondulado. Se alimenta de insectos y arañas, que captura de entre las rocas, recorriendo las playas. Es frecuentemente vista en la isla Prion.

### Reproducción
Construye su nido de forma muy mimetizada en el suelo entre el pasto seco, por lo general dentro pastos tussac. Pone 4 huevos en el corto verano subantártico.

## Taxonomía
Esta especies monotípica está estrechamente relacionada con Anthus correndera, de la cual posiblemente ha evolucionado, partiendo de ejemplares vagantes, arrastrados por fuertes vientos del oeste. Ambas especies pertenecerían a un clado que incluye a Anthus bogotensis, Anthus furcatus, Anthus hellmayri, Anthus lutescens, y Anthus spragueii.

## Conservación
Se encuentra amenazada por la introducción de ratas por acción del humano en las islas. Para la restauración de su hábitat, se ha creado el South Georgia Heritage Trust, un proyecto que se inició en 2011 el cual busca la erradicación total de las ratas en la isla San Pedro. La buena noticia es que el 9 de mayo de 2018 las aves de las islas Georgias del Sur respiran tranquilas con la exterminación total de las ratas.